# Llogara-Pass
Der Llogara-Pass (albanisch Qafa Llogara oder Qafa e Llogarasë) ist ein Gebirgspass in Südalbanien. Er ist Teil der Nationalstraße SH 8 und eine Wasserscheide zwischen Adriatischem Meer im Norden und Ionischem Meer im Süden. Der Pass führt über einen westlichen Ast des Ceraunischen Gebirges, dem Akroceraunisches Gebirge, das weiter der Küste folgt und in der Karaburun-Halbinsel im Meer vor Vlora ausläuft. Der Llogara-Pass liegt auf 1027 m ü. A. zwischen der Maja e Çikës (2045 m ü. A.), der höchsten Erhebung des Ceraunischen Gebirges, und der Maja e Gjipalit (1446 m ü. A.) im Westen. Der Pass und Umgebung gehören zum Nationalpark Llogara.

## Geographie

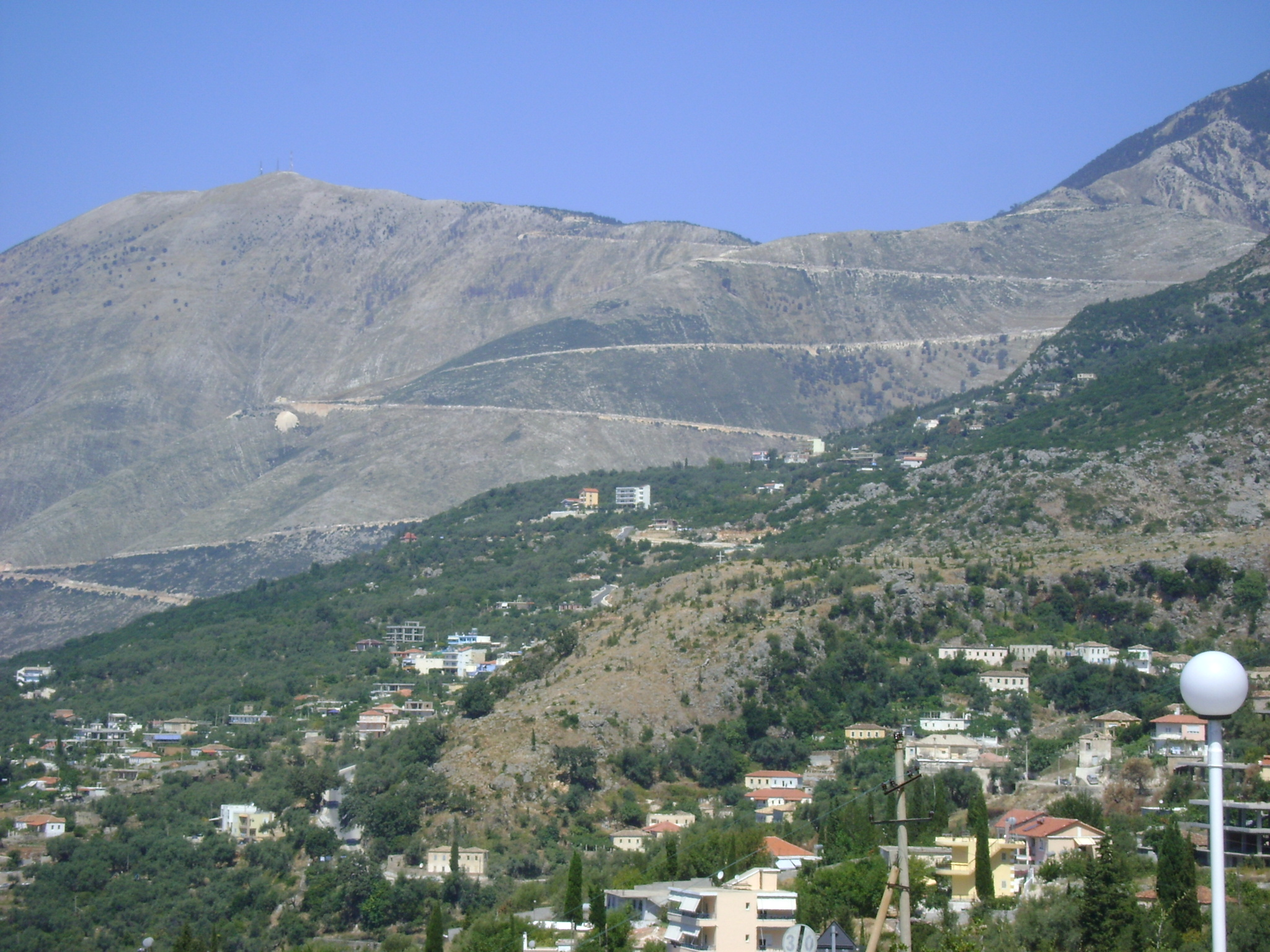
Pass und Kehren der Passstraße von Dhërmi gesehen

Im Norden des Passes führt das Tal von Dukat zum südlichen Ende der Bucht von Vlora bei Orikum. Im Süden fällt es vom Pass steil zum Ionischen Meer ab, dessen Küste nur drei Kilometer Luftlinie entfernt, aber über 1000 Meter tiefer liegt. Im Gegensatz zum Norden mit einem engen V-Tal öffnet sich der Pass nach Süden, wo nur einige Einschnitte in der Steilküste nach Niederschlägen Wasser führen. Der Pass bietet eindrückliche Ausblicke aufs Meer und bei guter Sicht über die ganze Albanische Riviera bis zur 50 Kilometer entfernten griechischen Insel Korfu.
Der Gebirgsübergang ist Teil der albanischen Küstenstraße SH 8, die als einzige asphaltierte Straße die Ionische Küste – die Albanischen Riviera – mit dem nördlichen Albanien verbindet. Die Straße über den Qafa Llogara wurde 2008 ausgebaut und erweitert. Der ganze Gebirgszug nordwestlich vom Qafa Llogara inklusive der Karaburun-Halbinsel ist unbewohnt und kaum zugänglich.
Nord- und Südseite des Passes unterscheiden sich wesentlich. Obwohl auf der Südseite mit 2000–2500 mm fast doppelt so viel Regen pro Jahr fällt wie nördlich des Passes (1200–1400 mm), ist der Südhang sehr kahl und steinig, der Nordhang aber bewaldet und grün. Die Temperaturen liegen auf der Südseite auch einiges tiefer.

## Geschichte
Im Jahr 48 v. Chr. landete Gaius Iulius Caesar im Bürgerkrieg beim Dorf Palasa am Südfuß des Llogara-Passes, überquerte diesen und zog nach Norden gegen Pompeius in die Schlacht von Dyrrhachium. Einzelne Historiker nehmen hingegen an, dass Caesar in einer kleinen Bucht zehn oder 15 Kilometer weiter nördlich landete, was eher mit der beschriebenen Marschzeit nach Oricum korrespondieren würde. Er hätte das Gebirge dann auch nicht am Llogara-Pass überquert.

## Sport
Der Pass ist Ausgangspunkt für zahlreiche Wanderungen im Nationalpark und Bergbesteigungen. Die Südseite des Passes ist beliebt bei Paraglidern.
Beim Radrennen Tour of Albania wurde der Pass seit 2017 wiederholt passiert. 2024 war die Passhöhe Etappenzielort.
Im Jahr 2025 führte der Giro d’Italia im Rahmen des Auslandstarts in Albanien über den Llogara-Pass. Dabei wurde auf der 3. Etappe die Südauffahrt genutzt, ehe es zur Zielankunft nach Vlora ging. Auf der Passhöhe wurde eine Bergwertung der 2. Kategorie abgenommen, die sich der Italiener Lorenzo Fortunato sicherte.
| Jahr | Etappe    | Bergwertung  | Fahrer            | Auffahrt |
| ---- | --------- | ------------ | ----------------- | -------- |
| 2025 | 3. Etappe | 2. Kategorie | Lorenzo Fortunato | Süd      |

## Tunnel
Ende 2024 wurde der Straßentunnels unter dem Pass eröffnet, mit sechs Kilometern der längste des Landes. Das Nordportal liegt bei Dukat, das Südportal nördlich des Strands von Palasa auf rund 400 m ü. A. Der Bau der beiden Röhren begann Ende 2021.
In diesem Zusammenhang wurde auch die nördliche Zufahrt ausgebaut.